# Allée couverte des Vaux-Louvets

Schema eines Galeriegrabes

Die Allée couverte des Vaux-Louvets (auch Allée Couverte von Vaudancourt genannt) lag westlich von Montjavoult (südlich der Oise), bei Beauvais im Département Oise in der Picardie in Frankreich. Das Galeriegrab wurde 1915 von Soldaten entdeckt und verschwand in der Mitte des 20. Jahrhunderts. Die (vergrabenen) Reste liegen in Vaudancourt, in einem Feld 250 Meter westlich der Straße D 6.

## Beschreibung
Es gibt einen Plan des Denkmals und ein Foto von Léon Coutil (1856–1943), der 1918 und 1919 die Ausgrabungen leitete. Es ist eine Galerie ohne aufliegende Deckplatten mit einer Platte mit Seelenloch als Zugang. Das Seelenloch hat einen Durchmesser von 58 cm und eine Falz zur Einbringung einer (nicht gefundenen) Verschlussplatte. Die Galerie ist die längste, die an der Oise entdeckt wurde. Eine weitere aus der Zeit der Seine-Oise-Marne-Kultur (S-O-M) stammende, aber ebenfalls ausgegangene Megalithanlage mit vergleichbaren Dimensionen befand sich in L’Étang-la-Ville (Allée couverte von Cher Arpent) im Département Yvelines.

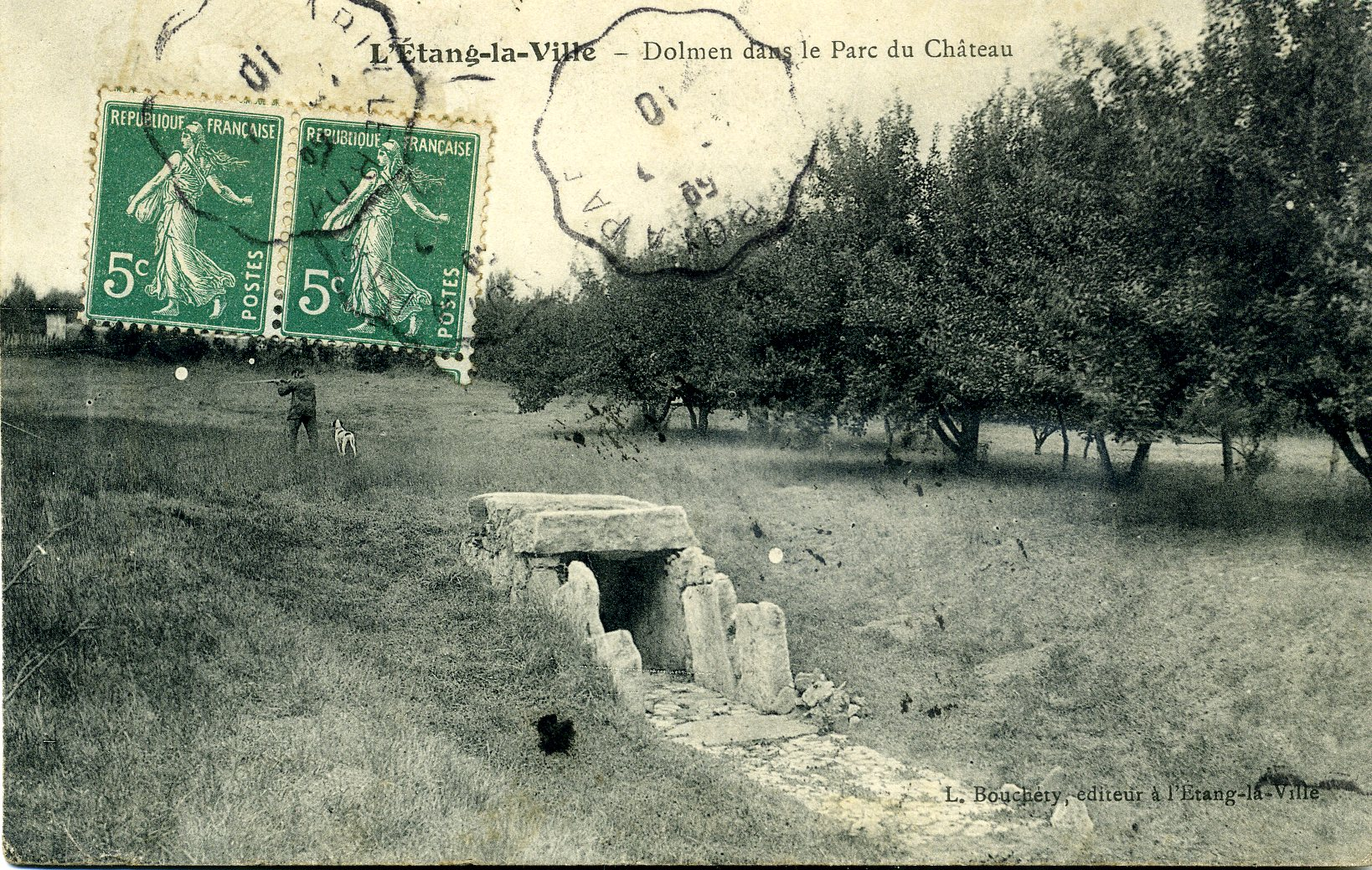
Allée couverte von Cher Arpent

Die Gesamtlänge beträgt etwa 18,0 Meter. Davon entfallen 3,3 m auf die Vor- und 14,7 m auf die Hauptkammer. Die Innenbreite der Vorkammer beträgt 1,85 m und die der Kammer variiert von 1,75 m bis 1,85 m. Nach Leon Coutil beträgt die maximale Höhe der senkrechten Tragsteine etwa 2,1 m. Eine Wand der Vorkammer besteht aus Trockenmauerwerk.
Während der Ausgrabungen wurden von oben nach unten festgestellt:
- eine obere intakte Plattenlage;
- eine dichte und reichliche Knochenschicht;
- eine zweite diskontinuierliche Plattenlage mit Brandspuren;
- Eine untere Knochenschicht, die nur wenige Spuren hinterlassen hat.

Man fand menschliche Knochen von etwa 83 Individuen und Überreste von Tierknochen aus der Jungsteinzeit, zwei geschliffene Äxte, zwei Kernsteine, vier durchbohrte Ornamente, einen Schaber, einen Feuersteindolch, Geweih und viel Töpferware.
Eine erste Veröffentlichung wurde 1915 von J. Pommeret in der Zeitung „Le Vexin“ gemacht. Léon Coutil kam im Herbst 1915 zu einem Vorstudium. Er entschied, dass Ausgrabungen am Ende des Krieges durchgeführt werde. Dennoch unternahm er Ende 1918 eine erste Durchsuchung, weil die Soldaten, die an einen verborgenen Schatz glaubten, das Grabmal in Gefahr brachten. Er wurde durch Frost gestoppt und nahm die Grabung im Frühjahr 1919 wieder auf. Sein Ergebnisse wurden im Laufe des Jahres veröffentlicht. Coutil nahm 1922 an einer weiteren Untersuchung teil.
Im Jahr 1948 verfüllte ein Landwirt das Denkmal, im Einvernehmen mit dem Eigentümer des Landes, um das Land zu kultivieren. Besitzer war der Pfarrer und Bürgermeister der Stadt und Mitglied der archäologischen Gesellschaft von Oise. Es wurde keine Anklage erhoben, weil das Denkmal nicht geschützt war, aber der Mann wurde aus der Société archéologique de l’Oise ausgeschlossen.